# 1810 ve fotografii
Tento článek obsahuje významné fotografické události v roce 1810.

## Narození v roce 1810
- 12. ledna – John Dillwyn Llewelyn, britský botanik a fotograf († 24. srpna 1882)
- 21. července – Henri Victor Regnault, francouzský chemik, fyzik a fotograf († 19. ledna 1878)
- 20. září – Leonard de Koningh, holandský malíř, kreslíř, litograf a fotograf († 17. února 1887)
- 7. října – Peter Faber, dánský průkopník telegrafie, fotograf a hudební skladatel († 25. dubna 1877)
- 28. listopadu – Carl Durheim, švýcarský litograf a fotograf († 30. ledna 1890)
- ? – Emilie Bieber, průkopnická německá fotografka, v Hamburku otevřela vlastní studio již v roce 1852 († 1884)
- ? – Filippos Margaritis, řecký malíř a průkopník fotografie († 1892)